# Mariana Starke
Mariana Starke (Madras, 1762 – Milano, 1838) è stata una scrittrice e viaggiatrice britannica che girò l'Italia tra la fine del Settecento e gli inizi dell'Ottocento, passando dalla Liguria al Piemonte soggiornandovi prima dal 1792 al 1798 e poi dal 1817 al 1819.

## Biografia
Figlia di Mary e Richard Starke, direttore di Fort St George a Madras (adesso conosciuto come Chennai) in India, non crebbe in India ma a Epsom, in Inghilterra. Si trasferì con la famiglia in Italia nel 1792 e la loro prima permanenza fu a Pisa, fino al 1793. Nell'inverno dello stesso anno il padre Richard morì all'età di settantaquattro anni. Mariane Starke aveva un non comune retroterra culturale, era padrona del latino, del greco e delle lingue orientali. Grazie alla sua opera Travels in Italy si può risalire a gran parte dei suoi spostamenti nel territorio italiano. Quest'opera racchiude una sequenza di lettere, la prima delle quali ad esempio è datata Nizza, settembre 1792. Le altre forniscono un resoconto storico dell'invasione francese in Italia, che la Starke visse in prima persona. Infatti, quando i francesi invasero Nizza, fu costretta a spostarsi con la madre a Genova, per poi ritrovare i francesi a Firenze il 30 giugno 1796. Da queste lettere si può ripercorrere il viaggio della Starke, che toccò Roma, Livorno, Pisa, Firenze, Napoli, Sorrento e Venezia.
A seguito di un altro viaggio in Italia negli anni 1817-1819, pubblicò Travels on the continent nel 1820. Morì a Milano nel 1838.
I suoi libri, pubblicati da John Murray, sono stati di esempio per le successive guide e importanti per aver individuato una somma di informazioni sulle vie di comunicazione, sulle stazioni di posta e sui vari volti delle città liguri e piemontesi. Oltre ad essere stata una grande protagonista del Grand Tour inglese a cavallo tra l'età dei Lumi e il Romanticismo, grazie ai suoi lavori viene ricordata ancora oggi.

## Opere

### Opere teatrali
- The British Orphan (opera teatrale non pubblicata e rappresentata privatamente nel 1791)
- The Sword of Peace; or, a Voyage of Love (rappresentata a Londra nel 1788; Etext Archiviato il 12 settembre 2015 in Internet Archive.)
- The Widow of Malabar. A tragedy in three acts (adattamento da La Veuve de Malabar di Le Mierre; rappresentata a Londra nel 1790)
- The Tournament, a tragedy; imitated from the celebrated German drama, entitled Agnes Bernauer (rappresentata nel 1800)

### Poesia
- The Poor Soldier; an American tale: founded on a recent fact. attribuite due edizioni London: Printed for J. Walter, 1789
- The Beauties of Carlo Maria Maggi, paraphrased: to which are added Sonnets, by Mariana Starke Exeter: edita da S. Woolmer e commercializzata da Longman, Hurst, Rees, and Orme, London; by Upham, and also by Barratt, Bath, 1811

### Resoconti di viaggio
- Letters from Italy, between the years 1792 and 1798 containing a view of the Revolutions in that country (2 volumi, London, 1800)
  -  Mariana Starke, Travels in Italy, Between the Years 1792 and 1798, London, Phillips, 1802, OCLC 12993598. v.2
- Travels on the Continent (1820)
- Mariana Starke, Travels in Europe Between the Years 1824 and 1828, London, Murray, 1828.
- Information and Directions for Travellers on the Continent (1824; ampliata e ripubblicata con il titolo Travels in Europe for the use of Travellers on the Continent and likewise in the Island of Sicily, to which is added an account of the Remains of Ancient Italy nel 1832) (658 p; 2 maps)
  - Altre edizioni e stampe non autorizzate; ultima edizione nel 1839
  -  Mariana Starke, Travels in Europe, 9th, Paris, A. and W. Galignani, 1839. Index